# Енгельберт Ендрасс
Енгельберт Ендрасс (нім. Engelbert Endrass; 2 березня 1911, Бамберг — 21 грудня 1941) — німецький офіцер-підводник, капітан-лейтенант крігсмаріне. Кавалер Лицарського хреста Залізного хреста з дубовим листям.

## Біографія
Учасник Громадянської війни в Іспанії. З грудня 1938 року — перший помічник на підводному човні U-47 Гюнтера Пріна, учасник прориву човна в Скапа-Флоу. З 22 березня 1940 року — командир U-46, на якій здійснив 8 бойових походів (всього 195 днів у морі).  В першому поході Ендрасс потопив 5 кораблів загальною водотоннажністю 35 347 брт, включаючи британський допоміжний крейсер «Каринтія». В другому поході Ендрасс потопив ще 5 кораблів (27 038 брт), включаючи ще один британський допоміжний крейсер «Дагвеген Касл» (15 007 брт). З 15 жовтня 1941 — командир U-567. Човен був потоплений глибинними бомбами англійського ескортного корабля «Дептфорд» і корвета «Семфайр», весь екіпаж загинув.
Всього за час бойових дій Ендрасс потопив від 22 кораблі загальною водотоннажністю 118 528 тонн  і пошкодив 4 кораблі загальною водотоннажністю 25 491 тонну.

## Звання
- Кандидат в офіцери (8 квітня 1935)
- Фенріх-цур-зее (1 липня 1935)
- Оберфенріх-цур-зее (1 січня 1937)
- Лейтенант-цур-зее (1 квітня 1937)
- Оберлейтенант-цур-зее (20 квітня 1939)
- Капітан-лейтенант (2 липня 1941)

## Нагороди
- Медаль «За вислугу років у Вермахті» 4-го класу (4 роки) (5 квітня 1939)
- Іспанський хрест в бронзі з мечами (6 червня 1939)
- Залізний хрест
  - 2-го класу (25 вересня 1939)
  - 1-го класу (17 жовтня 1939)
- Нагрудний знак підводника (19 грудня 1939) з діамантами (18 липня 1941)
- Лицарський хрест Залізного хреста з дубовим листям
  - Лицарський хрест (5 вересня 1940)
  - Дубове листя (№14; 10 червня 1940)
- Хрест «За військові заслуги» (Італія) з мечами (1 листопада 1941)
- 7 разів відзначений у Вермахтберіхт
  - «Підводні човни під командуванням капітан-лейтенанта Розенбаума та оберлейтенанта-цур-зее Ендрасса особливо відзначилися в останніх успіхах проти британського торгового судноплавства в Північній Атлантиці.» (4 квітня 1941)
  - «Капітан-лейтенант Генріх Лібе і оберлейтенант-цур-зее Ендрасс стали четвертим і п'ятим командирами підводних човнів, які подолали межу в 200 000 брт.» (9 червня 1941)
  - «Підводний човен під командуванням капітан-лейтенанта Ендрасса, кавалера дубового листя до Лицарського хреста Залізного хреста, не повернулась з походу. Видатний командир-підводник разом із своєю командою загинув перед обличчям ворога.» (31 березня 1942)